# Damion James
Damion Marquez Williams James (ur. 7 października 1987 w Hobbs) – amerykański koszykarz, występujący na pozycjach obrońcy oraz skrzydłowego, mistrz NBA z 2014.
18 maja 2018 został zawodnikiem portorykańskiego Vaqueros de Bayamón.

## Osiągnięcia
Stan na 19 maja 2018, na podstawie, o ile nie zaznaczono inaczej.

### NCAA
- Uczestnik rozgrywek:
  - Elite Eight turnieju NCAA (2008)
  - II rundy turnieju NCAA (2007–2009)
  - turnieju NCAA (2007–2010)
- Mistrz sezonu regularnego konferencji Big 12 (2008)
- MVP turnieju CBE Classic  (2010)
- Zaliczony do:
  - I składu:
    - Big 12 (2010)
    - turnieju:
      - Big 12 (2008)
      - CBE Classic (2010)

  - II składu:
    - All-American (2010 przez TSN)
    - Big 12 (2008, 2009)

  - III składu All-American (2010 przez Associated Press)
- Lider konferencji Big 12 w zbiórkach (2010)[4]

### NBA
- Mistrz NBA (2014)[1]

### Inne drużynowe
- Zdobywca Interkontynentalnego Pucharu FIBA (2016)

### Inne indywidualne
- Zagraniczny MVP ligi portorykańskiej (2016)
- Uczestnik meczu gwiazd:
  - D-League (2013)
  - portorykańskiej ligi BSN (2016)
- Zaliczony do:
  - I składu:
    - defensywnego D-League (2013)
    - portorykańskiej ligi BSN (2016)

  - II składu:
    - D-League (2013)
    - turnieju D-League Showcase (2013)

  - składu All D-League Honorable Mention (2014)
- Zawodnik Tygodnia D-League (3.10.2014)
- Lider:
  - strzelców portorykańskiej ligi BSN (2016)
  - w zbiórkach BSN (2016)